# Henry Wood
Sir Henry Joseph Wood (Londra, 3 marzo 1869 – Hitchin, 19 agosto 1944) è stato un direttore d'orchestra inglese, famoso per aver condotto i BBC Proms per oltre 50 anni.

## Biografia
Nato al numero 318 di Oxford Street, appassionato di musica sin da bambino, dove a 10 anni prestava aiuto come organista nella chiesa di St Mary Aldermanbury, mentre a 14 anni suonava l'organo nella chiesa di St Sepulchre-without-Newgate, dove poi vennero conservate le sue ceneri. Dopo aver studiato all'Accademia Reale di musica (Royal Academy of Music) dal 1886 dove fu studente di Ebenezer Prout lavorò prima come insegnante di canto e poi come direttore d'orchestra e di cori. La sua prima direzione fu nel 1889.
Si sposò con nel 1898 con la principessa russa e soprano Olga Ouroussoff, che lavorò con lui. La donna morì alcuni anni dopo, nel 1909. Risposatosi nel 1911 con Muriel Ellen Greatrex, da lei ebbe due figli.
Nel 1911 venne insignito del titolo di cavaliere (Knight Bachelor).

## Opere

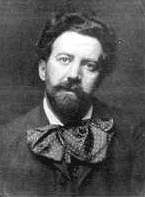
Sir Henry Wood.

Raccontò la sua vita nella sua biografia: My Life of Music, 1938.

## Premi
- Le Università di Manchester e di Oxford gli conferirono lauree honoris causa
- La Royal Philharmonic Society gli conferì la Medaglia d'oro